# Agrostis
Agrostis là một chi thực vật có hoa trong họ Hòa thảo (Poaceae).

## Loài
Chi Agrostis gồm các loài: